# Tim lang
Tim lang hay còn gọi chiếc hoa chùm, lộc vừng hoa chùm (danh pháp hai phần: Barringtonia racemosa) là một loài cây thuộc chi Lộc vừng trong họ Lecythidaceae. Nó được tìm thấy trong các khu rừng đầm lầy ven biển và trên các cạnh của cửa sông ở Ấn Độ Dương, bắt đầu từ bờ biển phía đông của Mozambique và KwaZulu-Natal (Nam Phi) Madagascar, Ấn Độ, Sri Lanka, Malaysia, Thái Lan, Lào, miền nam Trung Quốc, miền bắc nước Úc, quần đảo Ryukyu và nhiều đảo Polynesia.

## Hình ảnh

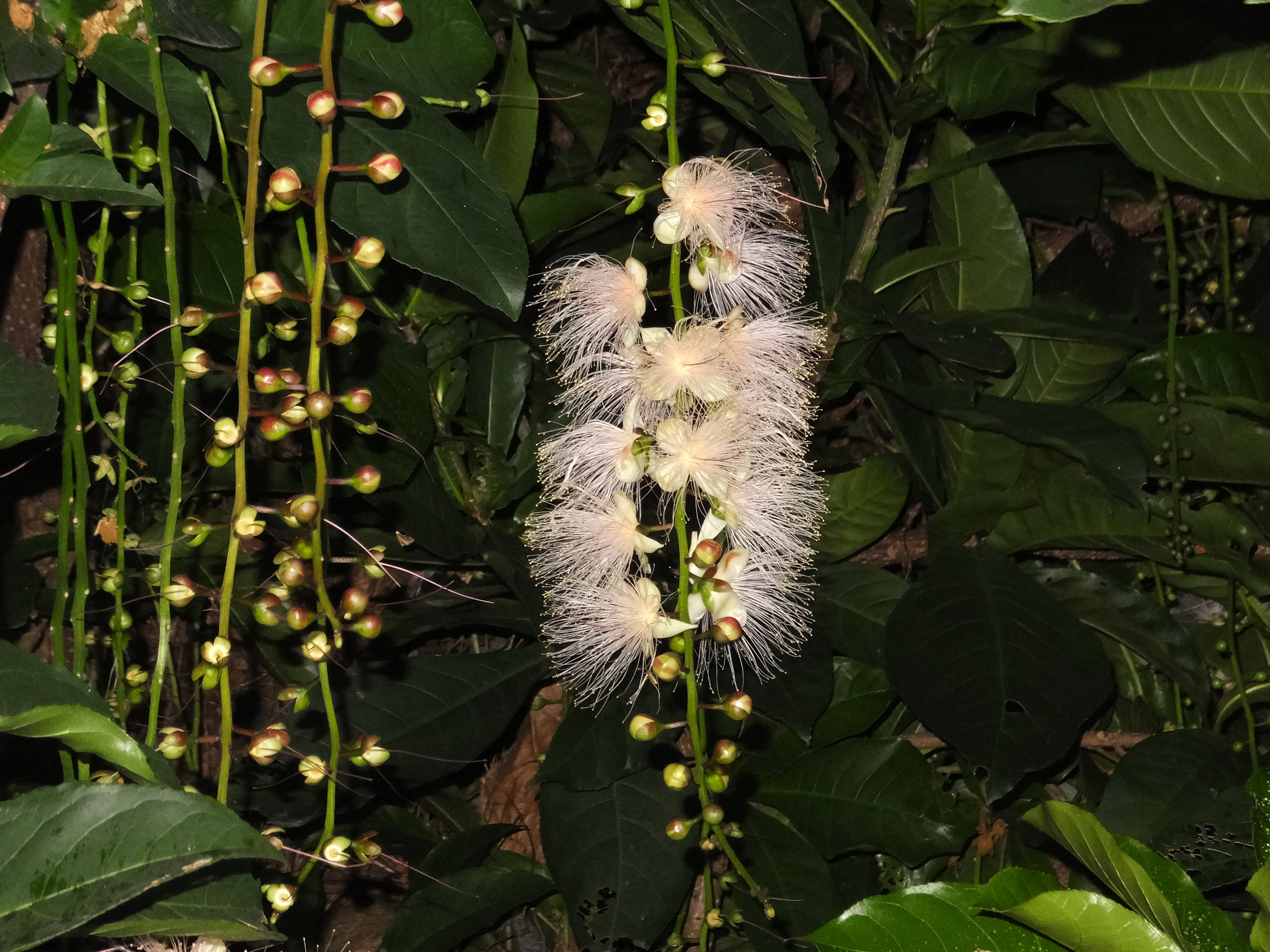
Hoa
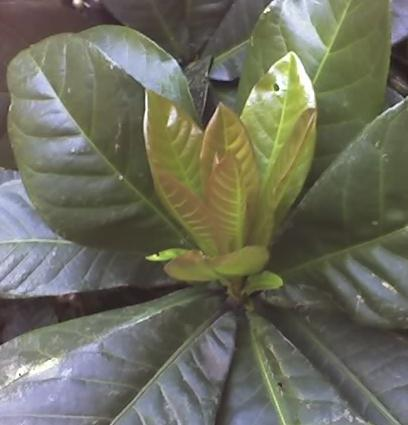
Lá

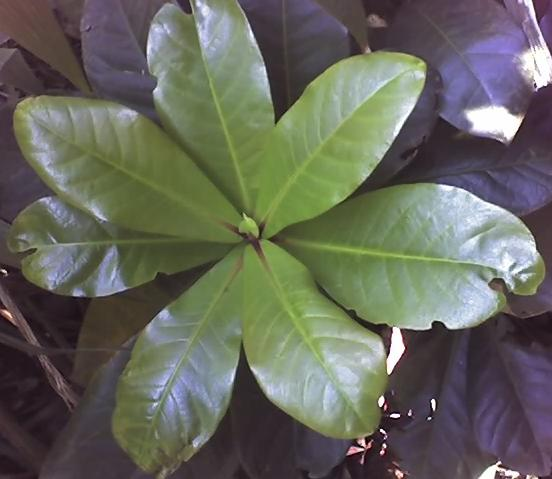
Lá
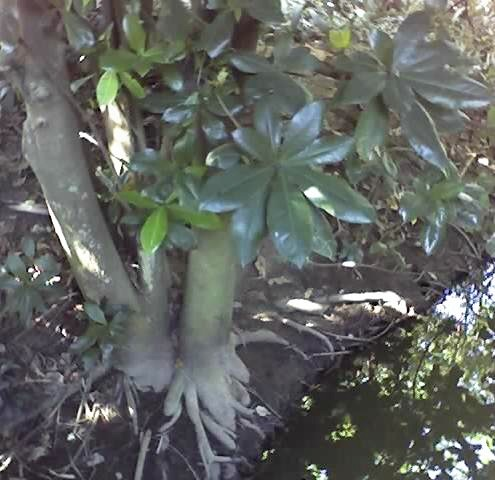
Rễ